# Dictyotremella novoguineensis
Dictyotremella novoguineensis är en svampart som beskrevs av Kobayasi 1971. Dictyotremella novoguineensis ingår i släktet Dictyotremella och familjen Tremellaceae.   Inga underarter finns listade i Catalogue of Life.